# Taynna Cardoso
Taynna Taygma Santos Cardoso (Belém do Pará, 11 de novembro de 1988) é uma boxeadora brasileira, que atua na categoria peso pena (57 kg).

## História esportiva
Tem em seu cartel 70 lutas, quatro derrotas e 25 nocautes, ocupando o primeiro lugar no ranking do boxe amador feminino, categoria peso-pena (julho 2010).
A atleta da Seleção Brasileira de Boxe, treina na cidade de Jundiaí  em um centro de excelência criado pelo empresário Fernando de Souza Miguel e aprimorado e supervisionado por Luiz Cardoso, técnico e pai da atleta.

## Títulos
- Tri-Campeã Pan-Americana em Trinidad e Tobago 2008,[4] em Guayaquil, Equador 2009  [5] e Brasília 2010[6]
- Penta-Campeã Brasileira em Salvador 2005, em Brasília 2007 e 2008, Aracaju 2009 e 2010
- Tetra-Campeã Paulista em São Vicente 2007, 2008, 2009 e 2010
- Campeã Paraense
- Tetra-Campeã dos Jogos Abertos do Interior